# Lagrum
Lagrum är specifika avsnitt av den skrivna rätten som skall tillämpas för en given frågeställning. Lagrummet kan vara stort eller litet beroende på frågeställningens avgränsning. För ett enkelt domslut kan lagrummet vara en enstaka paragraf medan lagrummet för en myndighets verksamhet kan sträcka sig över flera författningssamlingar.

## Sverige
Vid normkonflikter mellan olika lagtexter kan lagrummet definieras då enligt lagvalsprinciper så att speciallag gäller framför allmän lag och högre författning gäller framför lägre.